# Ки Аикидо
Ки Аикидо или Shin Shin Toitsu Aikido (心身統一合気道) је стил истоимене јапанске борилачке вештине који негује развој Ки-ја, Животне енергије (или како се некад назива, Даха), са идејом уједињења ума и тела (Shin Shin Toitsu-Do). Основао га је Коићи Тохеи, мајстор традиционалног аикидоа 10. дан, 1971. године када је почео са радом први Ki no Kenkyukai доџо.

## 
Један од најпознатијих ученика Морихеија Ујешибе, оснивача аикидоа. Почео је да се бави борилачким вештинама још у раној младости, и то ђудоом. Због повреде током вежбања задобио је упалу плућне марамице. Зато је морао да престане да вежба џудо на одређено време. Тада је почео први пут да се бави зеном и медитацијом, нешто што ће веома утицати његов каснији пут у аикидоу и формирање Ки Аикидоа. Са 19 година, 1939. почео је да учи аикидо код Морихеија Ујешибе. Године 1969. Ујешиба му додељује 10. дан, 3 месеца пре своје смрти. Дуги низ година пре смрти Морихеија Ујешибе био је главни инструктор у Хомбу доџу. Убрзо након смрти оснивача отвара први Ki no Kenkyukai доџо.
Ki no Kenkyukai (氣の研究会) је организација коју је основао Коићи Тохеи након разилажења са Кишомаруом Ујешибом (који је након очеве смрти постао doshu, тј. „вођа пута"). Сукоб између Тохеиа и doshu-а довео је до прве велике поделе аикидоа. Касније се још мајстора одвојило од Аикикаиа, од којих су многи отворили данас веома познате школе аикидоа (нпр. Јошинкан Гозо Шиоде, Тендорју Кенђи Шимицуа и др.). Данас се рад Ки Друштва фокусира на 5 дисциплина:
- Аикидо
- Ки дисање
- Ки медитација
- Киатсу (Kenkodo)

## Ки Аикидо Принципи
Ки Аикидо стил се највише разликује од класичног по специфичном начину подучавања. Наиме полазници се уче да кроз рад техника примењују како принципе за уједињења ума и тела тако основне принципе Ки Аикидоа.
Принципи за уједињење ума и тела:
1. Држи центар у балансу
2. Потпуно се опусти
3. Тежина са доње стране
4. Екстензирај Ки

Принципи Ки Аикидоа:
1. Екстензирај Ки
2. Познај противникову истинску намеру
3. Поштуј противников Ки
4. Замисли се на партнеровом месту
5. Делај са самопоуздањем